# Godiva (zoologia)
Godiva Macnae, 1954 è un genere di molluschi nudibranchi della famiglia Myrrhinidae.

## Tassonomia
Comprende le seguenti specie:
- Godiva brunnea Edmunds, 2015
- Godiva quadricolor (Barnard, 1927) - specie tipo
- Godiva rachelae Rudman, 1980
- Godiva rubrolineata Edmunds, 1964